# نيكي وو
نيكي وو (بالصينية: 吳奇隆) هو مغني وممثل تايواني، ولد في 31 أكتوبر 1970 في تايوان.

## وصلات خارجية
- نيكي وو على موقع IMDb (الإنجليزية)
- نيكي وو على موقع ميوزك برينز (الإنجليزية)
- نيكي وو على موقع ديسكوغز (الإنجليزية)
- نيكي وو على موقع قاعدة بيانات الفيلم (الإنجليزية)